# Antestor
Antestor (с лат. — «Свидетель») — норвежская группа, играющая в жанре христианский блэк-метал, которая сформировалась в 1990 году в городе Йессхейм. Изначально она носила название «Crush Evil» (с англ. «Разрушение зла»). Эта группа стала основоположником жанра христианский блэк-метал, начало которому положил их демоальбом The Defeat of Satan (1991). Группа образовалась в то время, когда стали популярны такие группы как Mayhem и Emperor. Группа назвала жанр своей музыки «Sorrow metal» (с англ. «Печальный металл»), так как участникам группы не нравилась популярность сатанинской и неоязыческой музыки, и решили протестовать против антихристианской идеологии блэк-метала. Другие блэк-металлические группы, узнав о существовании такой группы, как Crush Evil, начали посылать ей угрозы. В частности, Евронимус сказал, что сделает всё для того, чтобы группа Crush Evil распалась. Однако, ничего подобного не произошло.
На данный момент Antestor — единственная христианская команда, которая выпустила свой первый альбом на независимом лэйбле Cacophonous Records, где издавали свои альбомы такие группы, как Dimmu Borgir, Sigh и Cradle of Filth, с совершенно иной тематикой лирики. На творчество группы оказали влияние такие исполнители блэк-метала, как Darkthrone, Dimmu Borgir, Burzum и Satyricon.
Четвёртый альбом Omen был выпущен 30 ноября 2012 года. Он был записан и сведен в Швеции. Гитарист Тор покинул группу, чтобы сосредоточиться на высшем образовании, но заявил, что может вернуться, если появляется такая возможность.
В начале 2013 года группа в первые провела тур в Бразилии. Там был снят первый в истории группы клип с альбома Omen на песню Unchained.
В 2013 году группа начала сочинять песни для нового альбома. Который так и не был записан.
Музыканты заняты в других группах. В частности Ронни Хансен и Йо Хеннинг Бёрвен, заняты в группе Тор Георга Буэра, Grave Declaration.

## Состав

### Текущий состав
- Ронни Хансен (псевдоним Vrede) — вокал и тексты (2000-настоящее время)
- Ларс Стокстад (псевдоним Vemod) — электрогитара и чистый вокал (1991-настоящее время) (клавишные (1991—2000, 2013-настоящее время), основатель
- Эрик Норманн Аанонсен — бас-гитара и акустические инструменты (2011-настоящее время)
- Йо Хеннинг Бёрвен — ударные и программирование на живых выступлениях (2010-настоящее время)

### Бывшие участники
- Роберт Бордевик — электрогитара (2010—2011, 2012—2015), бэк-вокал (2012—2015)

- Николас Майн Хенриксен — клавишные (2010—2013)
- Тор Георг Буэр — электрогитара (2011—2012), бас-гитара (2010—2011)
- Мортен Зигмунд Магерой (псевдоним Sygmoon) — клавишные (1999—2007)
- Вегард Ундаль (псевдоним Gard) — бас-гитара (1990—2005)
- Тони Киркемо — ударные на живых выступлениях (2003—2006)
- Свейн Сандер (псевдоним Armoth) — ударные (1993—2000)
- Стиг Рольфсен (псевдоним Erkebisp) — электрогитара (1995—1997)
- Том Хольм Паульсен — ударные
- Эйвинд Хопе — бас-гитара в Crush Evil
- Равн Йокулль Фурфйорд (псевдоним Jokull, из группы Frosthardr) — бас-гитара (2005—2006)
- Поль Дялен — ударные на живых выступлениях (2001—2003)
- Оле Бёруд — электрогитара (1996—1997)
- Кьетил Мольнес (псевдоним Martyr) — вокал (1989—1999)
- Эрлинг Йоргенсен (псевдоним Pilgrim) — электрогитара (1989—1993)

### Сессионные участники
- Ян Аксель Бломберг (Hellhammer) — ударные на Det Tapte Liv и The Forsaken
- Тора — вокал на Martyrium
- Анна-Мари Эдвардсен — вокал на The Forsaken

## Дискография

Иной, более поздний вариант логотипа Antestor

### Студийные альбомы
- The Return of the Black Death (1998)
- Martyrium (2000, записан в 1994)
- The Forsaken (2005)
- Omen (2012)

### Другие релизы
- The Defeat of Satan (демо, 1991, выпущена под именем Crush Evil)
- Despair (демо, 1993)
- Kongsblod (промодемо, 1998)
- The Defeat of Satan (компиляция, 2003)
- Det Tapte Liv (мини-альбом, 2004)